# Gallo di maiolica di Vasyl'kiv
Il gallo di maiolica di Vasyl'kiv (Півник васильківської майоліки) è un pezzo decorativo in maiolica realizzato a Vasyl'kiv da Valerii Protoriev e Nadiia Protorieva. È diventata simbolo di resilienza durante l'invasione russa dell'Ucraina del 2022 dopo che una foto di una casa di Borodjanka diventò virale: nonostante l'appartamento fosse quasi completamente distrutto, un mobiletto con un gallo su una parete rimase intatto. Dopo un'attenta analisi, un gallo decorativo di maiolica fu posto sopra di esso.

## Storia
Le origini dell'opera risalgono al 18º secolo, quando la città di Vasyl'kiv era un centro di produzione di ceramica, tradizione avviata da abili artigiani italiani e poi proseguita dagli autoctoni. Diventò un simbolo di arte folkloristica e cultura ucraine.
Il gallo di maiolica fu prodotto nelle fabbriche di Vasyl'kiv dai primi anni 1960 agli anni 1980. Dopo che una foto di un mobiletto con un gallo rimasto intatto in una casa distrutta di Borodjanka diventò famosa in tutto il mondo, i media ucraini e le persone sui social network si interessarono all'opera d'arte. Il mobiletto è stato notato e fotografato da Yelyzaveta Servatynska e il deputato del consiglio cittadino di Kiev Victoria Burdukova portò il gallo all'attenzione di tutti.
Il gallo, insieme al mobiletto, fu esposto al Museo Nazionale della Rivoluzione ucraina del 2014.

## Autori

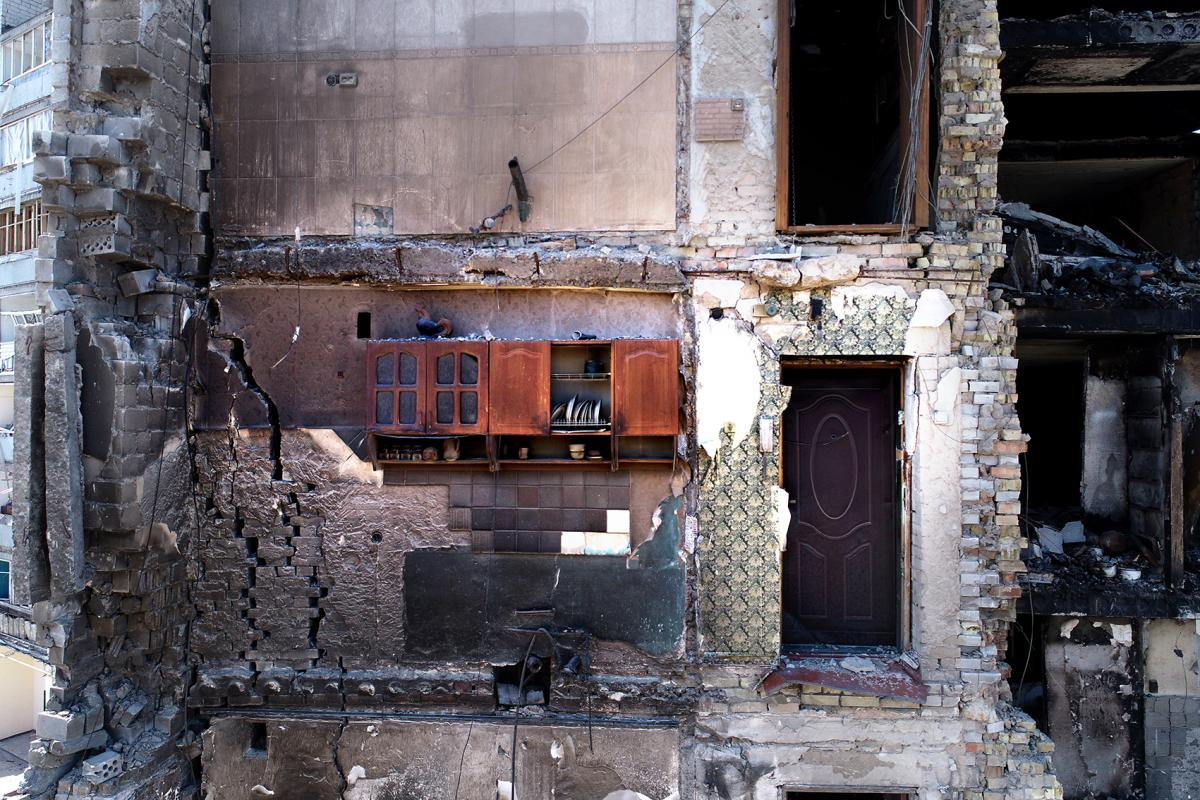
Gallo in ceramica su mobiletto intatto in casa distrutta, Borodjanka, aprile 2022

Il lavoro è stato inizialmente attribuito erroneamente a Prokop Bidasiuk.
Serhii Denysenko, direttore della fabbrica di maiolica di Vasyl'kiv, ritiene che gli autori dell'opera siano Valerii Protoriev e sua moglie Nadia.

## Simbolo

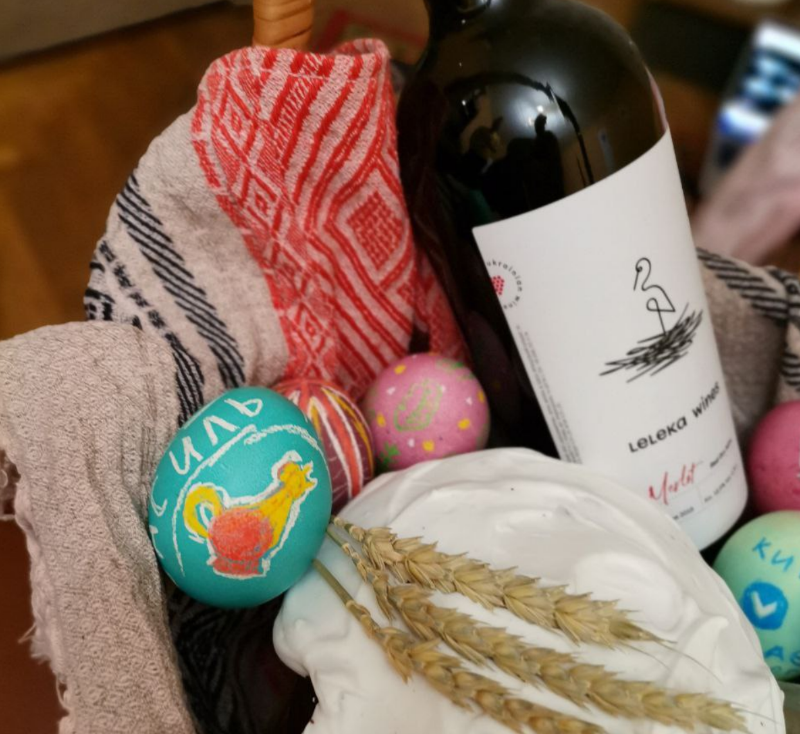
Pisanka con il gallo di Borodjanka

Il mobiletto da cucina con il gallo, sopravvissuto ai bombardamenti e rimasto sulla parete, è diventato un simbolo di forza d'animo e perseveranza. Un meme recitava: "Sii forte come questo mobiletto da cucina". È anche menzionato come simbolo dell'indomabile spirito ucraino.
Il gallo appare nelle illustrazioni di Olexandr Grekhov, Dima Kovalenko, Inzhyr the Cat. È attivamente ricercato nei mercati locali.
Il gallo è diventato uno dei temi popolari della pisanka (uova di Pasqua) - per esempio, il disegnatore lituano Laimės Kūdikis l'ha posto su una pisanka. Durante la visita del Primo Ministro del Regno Unito Boris Johnson a Kiev il 9 aprile 2022, sia lui che il presidente dell'Ucraina Volodymyr Zelens'kyj furono presentati con simili galli in ceramica.